# Нилска тревна мишка
Нилската тревна мишка (Arvicanthis niloticus) е вид гризач от семейство Мишкови (Muridae). Видът не е застрашен от изчезване.

## Разпространение
Разпространен е в Буркина Фасо, Бурунди, Гамбия, Гана, Демократична република Конго, Египет, Еритрея, Етиопия, Йемен, Кения, Кот д'Ивоар, Мавритания, Малави, Нигер, Нигерия, Сенегал, Сиера Леоне, Уганда, Централноафриканска република, Чад и Южен Судан.

## Описание
Теглото им е около 95,8 g.
Продължителността им на живот е около 6,7 години.